# Baltazaria rufata
Baltazaria rufata là một loài tò vò trong họ Ichneumonidae.